# Ивасаки, Акира
Акира Ивасаки (яп. 岩崎 昶 Ивасаки Акира, 18 ноября 1903 года, Токио — 16 сентября 1981 года, Токио) — японский кинокритик, историк кино, режиссёр-документалист и кинопродюсер. Наряду с японцем Тадао Сато и американцем Дональдом Ричи был одним из ведущих специалистов в области японского кинематографа XX века. Развивал идеи марксизма и сделал карьеру на содействии прогрессивному кино и кинокритике. В конце 1930-х годов был одним из организаторов «Прокино» (Союза пролетарского кино), в рамках которого поставил несколько документальных фильмов. После 1950 года Ивасаки был одним из активных участников движения за независимую кинематографию.

## Биография
Родившийся в 1903 году в Токио, Ивасаки заинтересовался кинематографом ещё в юные годы. Будучи двадцатитрёхлетним парнем, он, посмотрев к тому времени несколько фильмов немецкого «экспрессионизма», помогал в создании первого японского авангардистского фильма «Страница безумия» (1926), поставленного режиссёром Тэйносукэ Кинугаса. В 1927 году Ивасаки окончил немецкое отделение филологического факультета Токийского университета. Ещё будучи студентом, начал писать рецензии на фильмы, в том числе в таком популярном японском киножурнале, как «Кинэма дзюмпо», позже возглавлял в нём отдел критики. В 1928 году он стал одним из основателей и идеологов группы «Прокино». На первом публичном просмотре фильмов этой группы в редакции газеты «Иомиури» был показан документальный фильм, снятый самим Ивасаки, «Одиннадцатый Первомай» (1930) — о политической демонстрации японского пролетариата. В том же году снял документальную ленту «Асфальтовая дорога», а на следующий год — «Двенадцатый Первомай» (1931). В 1930 году вышла первая книга Ивасаки «История кино», а в 1931 году его публицистическая книга «Кино и капитализм».
После разгона в 1934 году «Прокино» Ивасаки продолжает публицистическую деятельность и становится одним из активнейших членов Общества по изучению диалектического материализма. Его работа «Теория кино» (1936) вошла в сборник этого общества «Материалистические произведения». Имя Ивасаки напрочь связывается с коммунистическим движением Японии.
В 1939 году власти милитаристской Японии разгоняют Общество по изучению диалектического материализма и арестовывают Ивасаки по обвинению в нарушении «Закона об охране общественного порядка». Полтора года тюремного заключения, а затем условное освобождение и пребывание под надзором полиции вплоть до капитуляции Японии в 1945 году. В эти годы он недолго проработал в Маньчжурской кино-ассоциации, где был помощником Канъити Нэгиси. В последующие годы вплоть до окончания войны Ивасаки, лишённый возможности печататься, работать в кинопроизводстве, заниматься творческой литературной деятельностью, вёл со своей семьёй полуголодное существование, пользуясь скудной помощью друзей, так же, как и он, преследуемых и стеснённых, и выращивал овощи на крошечном огородике рядом с домом, в рабочем районе Токио.
После окончания войны в результате тех действий по демократизации кинематографии, которые предприняли американские оккупационные власти на первых порах, Ивасаки активно включается в работу. Он принимает деятельное участие в организации профсоюзов киноработников и объединении их в единый Союз киноработников Японии. Тогда же (в январе 1946 года) Ивасаки становится начальником производственного отдела кинокомпании «Ниппон эйгася». Он организует еженедельный хроникальный киножурнал «Японские новости». В качестве продюсера Ивасаки создаёт два документальных фильма: «Эффективность действия атомной бомбы» (1946, режиссёр Рюити Кано) об атомной трагедии Хиросимы и Нагасаки и «Трагедия Японии» (1946, монтаж и режиссура — Фумио Камэи), где при помощи монтажа старых хроникальных кадров создал впечатляющую картину роста милитаризма, приведшего народ Японии к неисчислимым бедам. Американская военная администрация конфисковала негатив и все копии фильма «Эффективность действия атомной бомбы» и вывезла их в США. После этого беспрецедентного со стороны оккупационных властей инцидента Акира Ивасаки покидает студию «Ниппон эйгася» и трудоустраивается в кинокомпанию «Тохо».
Начавшаяся в апреле 1948 года массовая забастовка в компании «Тохо» (после того как руководителями кинокомпании было объявлено об увольнении 270 работников) продолжалась 200 дней. Ивасита, как один из приверженцев коммунистических идей, стал одним из первых в списках уволенных кинематографистов.
Оставшись безработным, Акира Ивасаки вернулся к кинокритике. Одна за другой в 1948—1950 годах выходят его книги «Японское кино», «История киноискусства», «История мирового кино». Он перевёл книги французского киноведа-коммуниста Жоржа Садуля. Наконец, в 1950 году он организует первую независимую кинокомпанию «Синсэй эйгася» («Новая звезда») и в качестве продюсера приступает к постановке фильма «А всё-таки мы живём», режиссёром которой выступил его друг и единомышленник Тадаси Имаи.
В качестве критика и историка кино Акира Ивасаки регулярно печатал статьи в периодической печати и выпускал киноведческие книги. В 1952 году вышла «Как смотреть кинофильмы», а в 1955-м — «Краткая история кинозвёзд», в 1956 году — «Теория кино», а в 1958 году — «Современное японское кино» и «Мастера японского кино» (две последних книги были объёдинены в одном томе, когда вышли в 1962 году в русском переводе). В 1960-е—1970-е был автором книг «История японского кино. 1889—1960» (1961, русский перевод — 1966), «Оккупированный экран» (1975) и других.
Акира Ивасаки был членом жюри Венецианского кинофестиваля (1968 года) и МКФ в Западном Берлине (в 1974 году).